# Antoinette Harris
Antoinette "Toni" Harris (Detroit, 29 de juliol de 1996) és una jugadora de futbol americà universitari estatunidenca, que juga en la posició de saguer (safety) a l'equip de la Universitat Central Metodista a la National Association of Intercollegiate Athletics (NAIA). Fou la primera dona a rebre una beca completa de futbol americà universitari com a no-especialista, i la segona dona a jugar a futbol americà universitari.
Nascuda el 29 de juliol a Detroit, jugà a futbol americà al llarg de tota seva vida però sempre acabà apartada dels equips. Va jugar per l'insitut on estudià, l'Institut Redford Union, situat a Redford, Michigan.
Dos anys més tard, es traslladà a Califòrnia per jugar de saguer lliure (free safety) a la Universitat de Los Angeles Oriental, on jugà durant dos anys sota la direcció de l'entrenador en cap Bobby Godinez. Esdevingué la primera dona a jugar mai per a la Universitat de Los Angeles Oriental, i rebé sis ofertes per a jugar en una posició defensiva en universitats de quatre anys.
L'any 2019 fou el focus i estrella d'un anunci de la Super Bowl del Toyota RAV4.